# إسملت

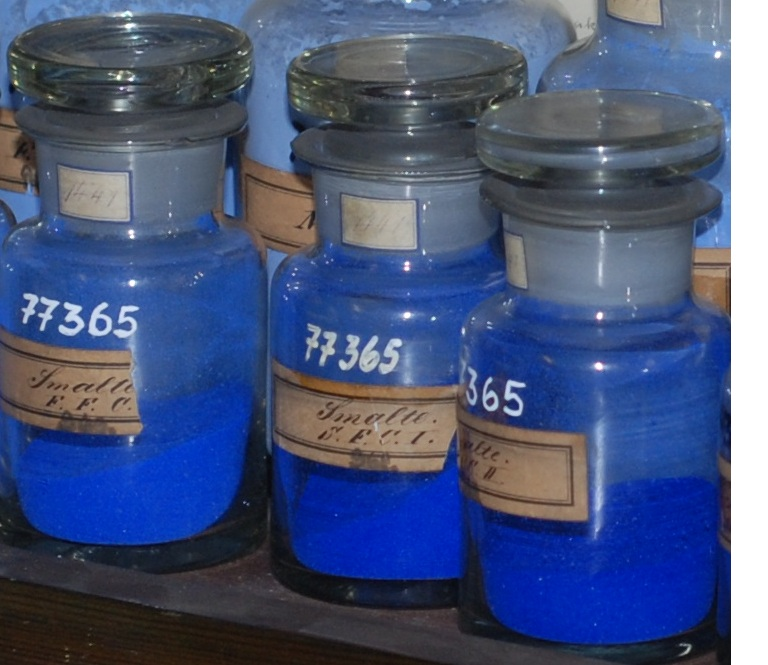
حناجير من الإسملت في متحف الخضب التاريخي في جامعة دريسدن

الإسملت أو زجاج الكوبالت هو زجاج ذو لون أزرق داكن يستحصل من صهر المركبات الحاوية على الكوبالت مثل أكسيد الكوبالت أو كربونات الكوبالت؛ وهو يعرف باسم الإسملت عندما يسحق على هيئة خضاب. يتميز هذا الخضاب بأن كميات ضئيلة منه كافية لمنح لون أزرق بوضوح.
تستخدم ألواح من زجاج الكوبالت ضمن المرسحات الضوئية في اختبارات اللهب من أجل ترشيح اللون الأصفر القوي غير المرغوب المنبعث عند وجود آثار من الصوديوم؛ كما أن زجاج الكوبالت يوسع من إمكانية مشاهدة درجات لون من الأزرق أو البنفسجي، كما هو الحال في زجاج الديديميوم. كما يدخل زجاج الكوبالت في صناعة أوانٍ خاصة يستخدمها الذوّاقة المحترفون في تمييز طعم زيت الزيتون من أجل استبعاد الانحياز نتيجة لون الزيت على اتخاذ القرار.